# Édouard Lemoine
Pour les articles homonymes, voir Lemoine.
Jérôme Édouard Lemoine, né le 19 décembre 1807 à Auxerre et mort le 14 mars 1868 dans le 9e arrondissement de Paris, est un journaliste et dramaturge français.

## Biographie
Fils de Michel Auguste Lemoine, contrôleur des contributions indirectes, et Henriette Marie Devina, il est le frère puîné du dramaturge Gustave et de l’acteur Montigny. Édouard a fait ses études au collège Bourbon. Après avoir travaillé comme répétiteur, il débute dans les lettres par un vaudeville, Norbert, ou le Campagnard (1832), composé avec son frère Adolphe.
Édouard Lemoine se lance ensuite dans le journalisme libéral. Il fonde le Drapeau tricolore à Chalon-sur-Saône, et collabore à la Constitution de 1830, au Siècle, à la Patrie et à l’Ordre. Il a aussi été employé au secrétariat de l’administration du Gymnase, dont son frère était directeur.
Outre ses ouvrages, on lui doit également des articles disséminés dans les Étrangers à Paris, les Scènes de la vie des animaux, le Dictionnaire de la conversation, etc.

## Publications
- Physiologie, 1841.
- Une visite au roi Louis-Philippe, Paris, Michel Levy frères, 1849, in-12.
- L'Abdication du roi Louis-Philippe, racontée par lui-même, Paris, Michel Levy frères, 1851, in-18. Récit des conversations qu’il eut à Claremont avec le roi exilé.
- Le Dessous des cartes, 1854, recueil de nouvelles.
- Plombières et ses environs, 1859, in-18.

## Sources
- Edmond Texier, Biographie des Journalistes : Histoire des journaux, Paris, Pagnerre, 1850, 256 p. (lire en ligne), p. 129-30.